# Оберрайденбах
Оберрайденбах (нем. Oberreidenbach) — община в Германии, в земле Рейнланд-Пфальц. 
Входит в состав района Биркенфельд. Подчиняется управлению Херрштайн.  Население составляет 589 человек (на 31 декабря 2010 года). Занимает площадь 10,93 км².